# ФК Сервет
{{Фудбалски клуб
```
| име = Фудбалски клуб Сервет
| слика = 

| пуно име = -{Association du
```

Servette Football Club}-
```
| надимак = 
| основан = 
1890
.
| стадион = 
Стадион Женева
,
Женева
, 
Швајцарска

| капацитет = 30.084
| директор = 
 
Дидје Фишер

| менаџер = 
 
Ален Гајгер

| лига = Супер лига
| сезона = 2024/25.
| позиција = 2., Супер лига
| pattern_la1 = _galway19h
| pattern_b1 = _servette1920h
| pattern_ra1 = _galway19h
| pattern_sh1 = _fac1819a
| pattern_so1 = 
| leftarm1 = 8B0000
| body1 = 8B0000
| rightarm1 = 8B0000
| shorts1 = 8B0000
| socks1 = 8B0000|
| pattern_la2 = _pumacupjersey1920w
| pattern_b2 = _pumacupjersey1920w
| pattern_ra2 = _pumacupjersey1920w
| pattern_sh2 = _pumacupjersey1920w
| pattern_so2 = _pumacupjersey1920w|
| leftarm2 = FFFFFF
| body2 = FFFFFF
| rightarm2 = FFFFFF
| shorts2 = FFFFFF
| socks2 = FFFFFF
```

}}
ФК Сервет (Servette Football Club) је швајцарски фудбалски клуб из Женеве, који игра у Суперлиги Швајцарске. Клуб је основан 1890. У најелитније такмичење Швајцарске пласирали су се пошто су заузели друго место у Челенџ лиги.

## Успеси
- Првак Швајцарске (17)

1907, 1918, 1922, 1925, 1926, 1930, 1933, 1934, 1940, 1946, 1950, 1961, 1962, 1979, 1985, 1994, 1999.
- Куп Швајцарске (8)

1928, 1949, 1971, 1978, 1979, 1984, 2001, 2024.
- Лига куп Швајцарске (3)

1977, 1979, 1980.
- Куп Алпа (4)

1973, 1975, 1976, 1979.